# Список померлих 2014 року
Це список значимих людей, що померли 2014 року, упорядкований за датою смерті. Під кожною датою перелік в алфавітному порядку за прізвищем або псевдонімом.
Смерті значимих тварин та інших біологічних форм життя також зазначаються тут.
Типовий запис містить інформацію в такій послідовності:
- Ім'я, вік, країна громадянства і рід занять (причина значимості), встановлена причина смерті і посилання.

Інструменти пошуку в новинах: google [Архівовано 31 грудня 2021 у Wayback Machine.], meta [Архівовано 11 вересня 2015 у Wayback Machine.], yandex.

## Грудень

### 30 грудня
- Луїза Райнер, 104, німецька актриса, нагороджена двома преміями «Оскар».

### 27 грудня
- Томаж Шаламун, 73, словенський поет, «генерал словенського авангардизму».

### 26 грудня
- Станислав Бараньчак, 68, польський поет, перекладач поезії, один із найважливіших творців Нової хвилі.
- Лео Тіндеманс, 92, бельгійський політик, 58-й Прем'єр-міністр Бельгії, депутат Європарламента.

### 25 грудня
- Якунін Гліб Павлович, 80, російський правозахисник, православний священик, у 1980-х роках — в'язень сумління.
- Надєїн Ігор Олександрович, 66, радянський футболіст та український футбольний тренер.

### 24 грудня
- Кшиштоф Краузе, 61, польський режисер і сценарист, автор документальних і художніх фільмів.

### 22 грудня
- Фріц Здунек, 67, видатний тренер багатьох зірок в професійному боксі, в тому числі братів Кличко.
- Джо Кокер, 70, англійський співак, композитор та актор.

### 21 грудня
- Оке Юганссон, 86, шведський футболіст.
- Удо Юргенс, 80, німецько-австрійський співак і автор пісень, переможець Євробачення в 1966.

### 19 грудня
- Івченко Валерій Костянтинович, 65, ректор Луганського державного медичного університету, доктор медичних наук, професор.
- П'янов Олексій Степанович, 80, радянський та російський поет-пародист, письменник, журналіст.
- Родіонов Ігор Миколайович, 78, державний діяч та військовослужбовець СРСР, міністр оборони Російської Федерації (1996—1997), депутат Державної Думи Росії двох скликань.

### 18 грудня
- Вірна Лізі, 78, італійська акторка.

### 17 грудня
- Лишега Олег Богданович, 65, український поет, драматург і перекладач.
- Шабатура Стефанія Михайлівна, 76, українська митець-килимар, багаторічний політв'язень радянських часів, член Української Гельсінської групи.

### 16 грудня
- Денисов В'ячеслав Володимирович, 27, майстер спорту міжнародного класу, член збірної України з дзюдо. [Архівовано 18 грудня 2014 у Wayback Machine.]

### 14 грудня
- Норман Брідвелл, 86, американський письменник й ілюстратор[1].

### 13 грудня
- Успенський Михайло Глібович, 64, російський письменник-фантаст і журналіст.

### 10 грудня
- Кузнецов Владлен Миколайович, 83, український кінодраматург, журналіст, заслужений діяч мистецтв України (1981).
- Забродін Юрій Іванович, 87, радянський футболіст та футбольний тренер, заслужений тренер РРФСР.

### 9 грудня
- Литвинов Олексій Ігорович, 60, хореограф, багаторазовий чемпіон України з бальних танців.

### 8 грудня
- Кнут Нюстедт, 99, видатний норвезький композитор, органіст, диригент.

### 7 грудня
- Шинкарук Володимир Федорович, 60, поет, прозаїк, композитор, бард-виконавець, професор Житомирського державного університету імені Івана Франка.

### 6 грудня
- Меніс Кумантареас, 83, новогрецький прозаїк, перекладач.

### 5 грудня
- Фабіола де Мора і Арагон, 86, королева Бельгії (1960—1993), дружина короля Бельгії Бодуена I.
- Полока Геннадій Іванович, 84, радянський та російський кінорежисер, сценарист, актор та продюсер.
- Рубан Валентина Василівна, 74, український мистецтвознавець, автор наукових досліджень, фундаментальних монографічних видань з проблем українського образотворчого мистецтва і художньої культури, доктор мистецтвознавства, лауреат Державної премії України в галузі науки і техніки.

### 4 грудня
- Брусєнцов Микола Петрович, 89, конструктор першого у світі троїчного комп'ютера (СРСР).
- Джеремі Торп, 85, британський політик, член парламенту Великої Британії, лідер ліберальної партії (1967—1976).

### 3 грудня
- Жак Барро, 77, французький та європейський політик, єврокомісар.

### 2 грудня
- Жан Беліво, 83, канадський хокеїст, один з найвидатніших хокеїстів клубу НХЛ «Монреаль Канадієнс».
- Турган Олександра Олександрівна, 61, радянська актриса, російська журналістка і фотограф.

### 1 грудня
- Голубенко-Бакунчик Георгій Андрійович, 67, український письменник-гуморист, драматург, сценарист, один з творців Гуморини, заслужений діяч мистецтв України.
- Євген Сверстюк, 85, український письменник і дисидент.

## Листопад

### 30 листопада
- Поль Бюїсонно, 87, канадський театральний режисер і актор.
- Ґо Сейґен, 100, китайський гравець у го, один із насильніших гравців 20 століття.
- Костренко Олександр Сергійович, 33, український громадський діяч у сфері боротьби з корупцією в органах державної влади. Вбитий у себе вдома.

### 29 листопада
- Кучинський Олександр Володимирович, 47, український журналіст, редактор тижневика «Кримінал-експрес» (тіло знайдено в селі Богородичне Слов'янського району).

### 27 листопада
- Станіслав Микульський, 85, польський актор.

### 25 листопада
- Гундарцев Володимир Ілліч, 69, радянський біатлоніст, олімпійський чемпіон в естафеті (1968).

### 24 листопада
- Тихонов Віктор Васильович, 84, радянський хокеїст і хокейний тренер.

### 19 листопада
- Майк Ніколс, 83, американський режисер театру і кіно, письменник і продюсер.

### 16 листопада
- Серж Московісі, 89, французький психолог, автор праць з соціальної психології.

### 13 листопада
- Каха Бендукідзе, 58, російський підприємець і грузинський лібертаріанський політик. Екс-міністр економіки Грузії.
- Александр Гротендік, 86, один із найвпливовіших математиків двадцятого сторіччя.
- Забуга Миколай Петрович, 63, ректор Київської духовної академії (1994—2007), голова Відділу зовнішніх церковних зв'язків УПЦ (2005—2007)[2][3]

### 12 листопада
- Серебряников Віктор Петрович, 74, український радянський футболіст, півзахисник. Заслужений майстер спорту СРСР (1967).

### 10 листопада
- Бегельдінов Талгат Якубекович, 92, льотчик, Двічі Герой Радянського Союзу.
- Молчанов Олександр Артемович, 73, український вчений у галузі прикладної математики, Академік АН ВШ України.

### 8 листопада
- Потапов Олександр Сергійович, 73, актор театру та кіно.

### 6 листопада
- Костецький Віктор Олександрович, 73, радянський та російський актор театру і кіно, заслужений артист Росії (1978).

### 5 листопада
- Девотченко Олексій Валерійович, 49, російський актор театру і кіно, заслужений артист Росії (відмовився від звання в 2011 році).
- Мовсесян Володимир Мігранович, 80, радянський та вірменський партійний, господарський і державний діяч.
- Пірцхалава Гурам Миколайович, 74, грузинський актор, заслужений артист Грузії (1979).

### 2 листопада
- Бернард Стенлі Білк, 85, англійський джазовий композитор-кларнетист.
- Велько Кадієвич, 88, генерал Югославської Народної Армії, союзний секретар народної оборони комуністичної Югославії.

### 1 листопада
- Бріттані Мейнард, 29, американська активістка за евтаназію.
- Вейн Статік, 48, американський музикант, фронтмен індастріал-метал гурту Static-X.

## Жовтень

### 31 жовтня
- Софрон (Мудрий), 90, єпископ-емерит Івано-Франківської єпархії УГКЦ.

### 29 жовтня
- Клас Інгессон, 46, шведський футболіст.
- Райнер Гаслер, 56, ліхтенштейнський захисник, найвидатніший футболіст країни 50-річчя (1954—2003) за версією УЄФА.

### 25 жовтня
- Джек Брюс, 71, шотландський музикант, учасник рок-гурту Cream.

### 24 жовтня
- Згурський Валентин Арсентійович, 87, голова виконавчого комітету Київської міськради депутатів трудящих у 1979—1990 роках.

### 21 жовтня
- Крістоф де Маржері, 63, французький нафтовик, гендиректор концерну Total. Авіакатастрофа.

### 15 жовтня
- Чир Нестор Іванович, 76, український поет, нарисовець і громадський діяч.

### 13 жовтня
- Антоніо Кафієро, 92, аргентинський політик, глава уряду країни упродовж чотирьох днів на зламі 2001—2002 років.

### 10 жовтня
- Карпов Валерій Євгенович, 43, радянський та російський хокеїст, правий нападник.
- Фінн Лієд, 98, норвезький військовий і державний діяч[4].

### 9 жовтня
- Коннелл Тод, 103, новозеландський військовий діяч і яхтсмен[5].

### 8 жовтня
- Осадчук Петро Ількович, 76, український поет, перекладач, літературний критик, громадсько-політичний діяч.

### 7 жовтня
- Зігфрід Ленц, 88, німецький письменник, новеліст, драматург.[6]
- Мочалов Юрій Володимирович, 65, актор кіно.
- Рябенький Василь Іванович, 55, радянський та український мистецький діяч, генеральний директор Донецького академічного державного театру опери і балету імені Солов'яненка.

### 6 жовтня
- Павло Муравський, 100, видатний український хоровий диригент і педагог.

### 5 жовтня
- Закарлюка Сергій Володимирович, 38, український футболіст, ДТП.
- Любимов Юрій Петрович, 97, російський актор, режисер.
- Андреа де Чезаріс, 55, спортсмен-гонщик.

### 4 жовтня
- Жан-Клод Дювальє, 63, президент Гаїті.[7]
- Черенков Федір Федорович, 55, радянський і російський футболіст, півзахисник.

### 3 жовтня
- Жан-Жак Марсель, 83, французький футболіст.

### 1 жовтня
- Ковальчук Леонід Якимович, 67, український хірург, педагог, громадський діяч.

## Вересень
- Див. Померли у вересні 2014

## Серпень
- Див. Померли у серпні 2014

## Липень
- Див. Померли у липні 2014

## Червень
- Див. Померли у червні 2014

## Травень
- Див. Померли у травні 2014

## Квітень
- Див. Померли у квітні 2014

## Березень
- Див. Померли у березні 2014

## Лютий
- Див. Померли у лютому 2014

## Січень
- Див. Померли у січні 2014